# Tscherkassy
Tscherkassy (ukrainisch Черкаси) ist eine Stadt mit 269.000 Einwohnern im Zentrum der Ukraine.
Die Stadt verfügt über eine staatliche und eine technische Universität.

## Geografie
Tscherkassy liegt südöstlich des Tscherkassy-Waldes etwa 160 km südöstlich von Kiew am Südufer des zum Krementschuker Stausee angestauten Dnepr. Tscherkassy ist administratives, ökonomisches und kulturelles Zentrum der Oblast Tscherkassy sowie auch das Zentrum des gleichnamigen Rajons Tscherkassy.

## Geschichte
Tscherkassy wurde erstmals 1394 urkundlich als Stadt erwähnt. Im Zweiten Weltkrieg tobten um Tscherkassy im Winter 1943–1944 im Rahmen der Dnepr-Karpaten-Operation der Roten Armee schwere Kämpfe. Die Stadt wurde am 14. Dezember 1943 von Einheiten der sowjetischen 52. Armee eingenommen. Ende Januar bis Mitte Februar 1944 kam es westlich der Stadt im Raum Korsun zur Kesselschlacht von Tscherkassy. Von den durch die Rote Armee eingeschlossenen Truppen der Wehrmacht (u. a. die SS-Panzer-Division „Wiking“) wurden 21.000 Mann getötet oder gerieten in Gefangenschaft. Den übrigen etwa 35.000 Mann gelang der Durchbruch nach Westen.
Während des Baus der Druschba-Trasse in den Jahren 1975 bis 1986 war Tscherkassy Sitz der Baudirektion für den von der DDR übernommenen Abschnitt von Krementschuk bis Bar.

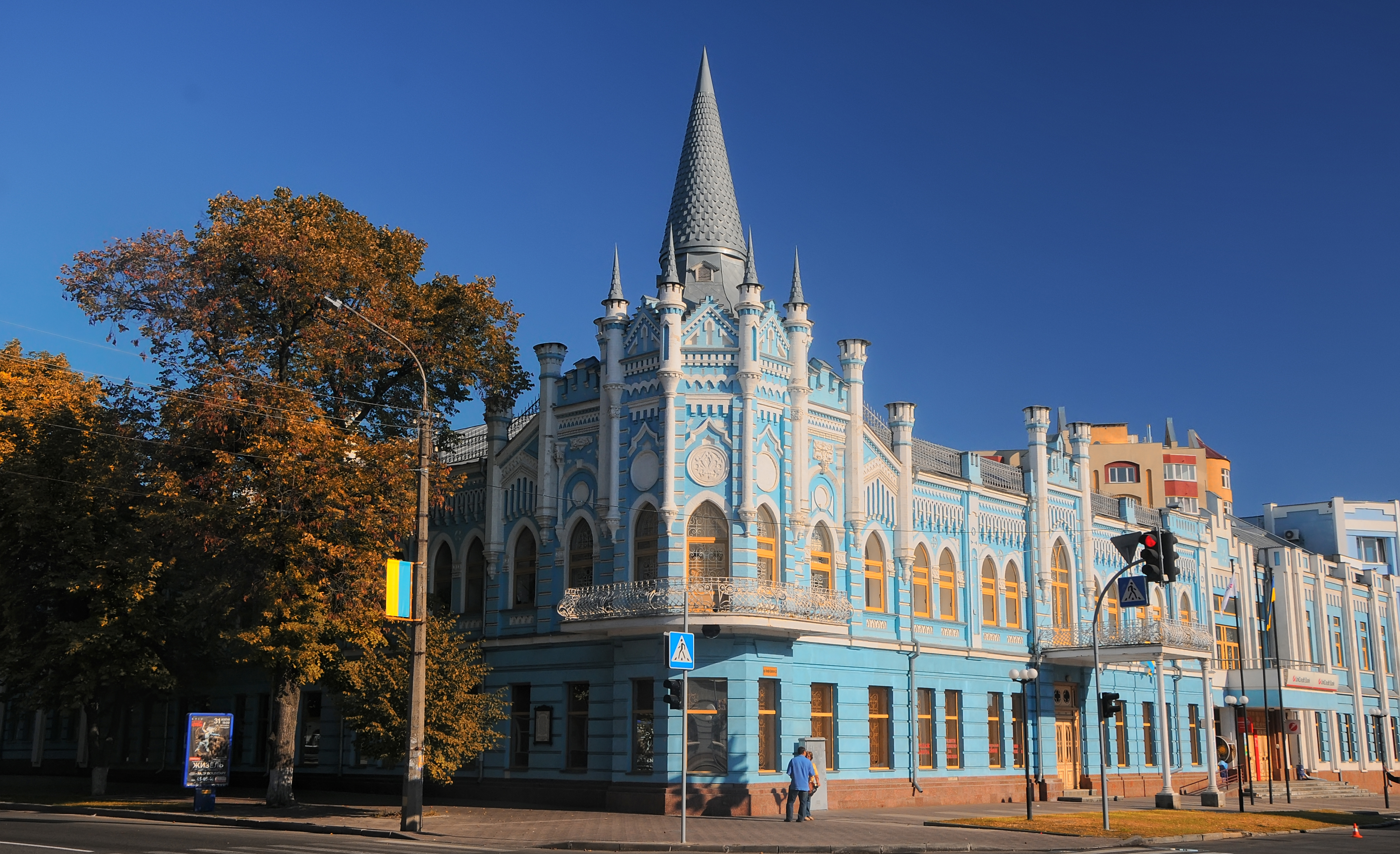
Der Schewtschenko-Boulevard

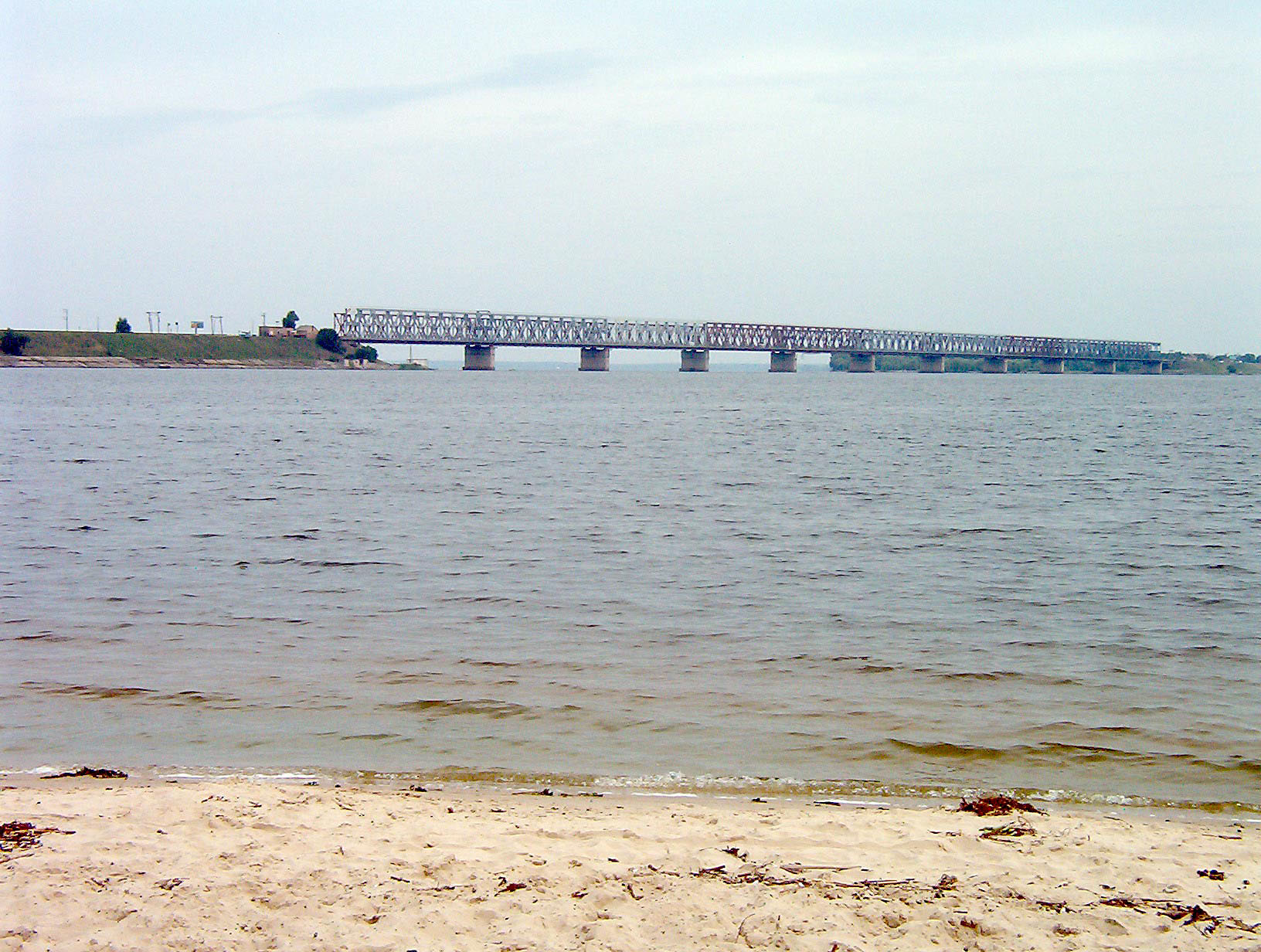
Brücke von Tscherkassy

## Verwaltungsgliederung
Am 12. Juni 2020 wurde die Stadt zum Zentrum der neugegründeten Stadtgemeinde Tscherkassy (ukrainisch Черкаська міська громада/Tscherkasska miska hromada), zu dieser zählen auch die 2 Stadtrajone Rajon Prydnipro und Rajon Sosniw sowie die Ansiedlung Orschanez, bis dahin bildete sie in den gleichen Grenzen die gleichnamige Stadtratsgemeinde Tscherkassy (Черкаська міська рада/Tscherkasska miska rada) unter Oblastverwaltung im nördlichen Zentrum des ihn umgebenden Rajons Tscherkassy.
Am 17. Juli 2020 kam es im Zuge einer großen Rajonsreform zum Anschluss des Rajonsgebietes an den Rajon Tscherkassy.
Folgende Orte sind neben dem Hauptort Tscherkassy Teil der Gemeinde:
| Name                     | Name       |
| ukrainisch transkribiert | ukrainisch |
| ------------------------ | ---------- |
| Orschanez                | Оршанець   |

## Verkehr
Tscherkassy liegt an der Bahnlinie Moskau–Odessa, die nördlich der Stadt auf einer etwa 12 km langen Auto- und Eisenbahnüberführung den Krementschuker Stausee überquert. Der Nahverkehr erfolgt hauptsächlich mit einem 1965 eröffneten städtischen O-Busnetz mit derzeit 10 Linien sowie privaten Busunternehmen auf städtisch lizenzierten Linien.

## Söhne und Töchter der Stadt
- Ippolit Djakow (1865–1934), Oberbürgermeister Kiews
- Wiktor Samirailo (1868–1939), Maler, Buchillustrator und Bühnenbildner
- Moissei Urizki (1873–1918), bolschewistischer Revolutionär und Politiker
- Mosche Litwakow (1875/80–1939), russisch-jüdischer Schriftsteller, Herausgeber, Literaturkritiker und -historiker
- Lazar Weiner (1897–1982), US-amerikanischer Komponist und Chorleiter
- Louis Krasner (1903–1995), Geiger und Musikpädagoge
- Semen Polonskyj (1933–2020), ukrainisch-kanadischer Handballspieler und -trainer
- Wolodymyr Chandohij (* 1953), Diplomat, kommissarischer Außenminister der Ukraine
- Serhij Kotscherhin (* 1953), Handballspieler
- Tetjana Horb (* 1965), deutsch-ukrainische Handballspielerin
- Vitalij Kowaljow (* 1968), Opernsänger
- Andrij Maksymenko (* 1969), Schachmeister
- Iryna Heraschtschenko (* 1971), Journalistin und Politikerin
- Anastassija Udalzowa (* 1978), russische Sozialistin und oppositionelle Politikerin
- Irena Karpa (* 1980), Schriftstellerin, Journalistin, Sängerin, Schauspielerin und Fernsehmoderatorin
- Olena Choloscha (* 1982), Hochspringerin
- Valentin Demjanenko (* 1983), aserbaidschanisch-ukrainischer Kanute
- Artem Tschech (* 1985), ukrainischer Schriftsteller
- Wolodymyr Mukan (1987–2023), Philologe, Journalist und Soldat, Opfer des russisch-ukrainischen Krieges
- Jaroslaw Schmudenko (* 1988), Tischtennisspieler
- Antonina Samoilowa (* 1988), Bergsteigerin
- Oleksandr Skitschko (* 1991), Fernsehmoderator, Komiker und Schauspieler
- Serhij Kulisch (* 1993), Sportschütze
- Danylo Danylenko (* 1994), Leichtathlet
- Artem Dowbyk (* 1997), Fußballspieler
- Witalij Mykolenko (* 1999), Fußballspieler
- Artem Bondarenko (* 2000), Fußballspieler
- Illja Kowtun (* 2003), Turner

## Städtepartnerschaften
Tscherkassy unterhält folgende Städtepartnerschaften
- – Sumqayıt, Aserbaidschan[3]
- – Stadtbezirk Wanzhou der Stadt Chongqing, Volksrepublik China[4]
- – Bydgoszcz, Polen